# Mistrzostwa Czterech Narodów w Łyżwiarstwie Figurowym 2023
Mistrzostwa Czterech Narodów w Łyżwiarstwie Figurowym 2023 – zawody łyżwiarstwa figurowego dla reprezentantów państw Grupy Wyszehradzkiej (Czechy, Polska, Słowacja, Węgry). Zawody rozgrywano od 15 do 17 grudnia 2022 roku na lodowisku w Budapeszcie.
Kolejność miejsc zajmowanych przez reprezentantów danego kraju w każdej z konkurencji determinowała wyniki końcowe ich mistrzostw krajowych (2023) w kategorii seniorów oraz w konkurencji par sportowych i tanecznych w kategorii juniorów.
Wśród solistów i solistek zwyciężyli reprezentanci Polski – Władimir Samojłow oraz Jekatierina Kurakowa. W parach sportowych (seniorów) zwyciężyli reprezentanci Węgier Marija Pawłowa i Aleksiej Swiatczenko, zaś w parach tanecznych (seniorów) Czesi Natálie Taschlerová i Filip Taschler.

## Wyniki

### Kategoria seniorów

#### Soliści
| Poz. | Zawodnik           | Nota łączna | SP | SP    | FS | FS     |
| ---- | ------------------ | ----------- | -- | ----- | -- | ------ |
| 1    | Władimir Samojłow  | 223,43      | 1  | 87,27 | 2  | 136,16 |
| 2    | Adam Hagara        | 205,02      | 2  | 67,99 | 1  | 137,03 |
| 3    | Miłosz Witkowski   | 182,04      | 6  | 60,82 | 3  | 121,22 |
| 4    | Petr Kotlarik      | 181,80      | 3  | 65,82 | 6  | 115,98 |
| 5    | Aleksandr Wlasenko | 177,66      | 5  | 61,50 | 5  | 116,16 |
| 6    | Kornel Witkowski   | 175,97      | 9  | 56,19 | 4  | 119,78 |
| 7    | Georgii Reshtenko  | 168,22      | 8  | 57,74 | 7  | 110,48 |
| 8    | Mózes József Berei | 161,71      | 4  | 63,11 | 8  | 98,60  |
| 9    | Jakub Lofek        | 156,06      | 7  | 58,58 | 9  | 97,48  |
| 10   | Aleksiej Wlasenko  | 151,88      | 10 | 55,68 | 10 | 96,20  |

#### Solistki
| Poz. | Zawodniczka                | Nota łączna | SP | SP    | FS | FS     |
| ---- | -------------------------- | ----------- | -- | ----- | -- | ------ |
| 1    | Jekatierina Kurakowa       | 185,14      | 1  | 63,01 | 1  | 122,13 |
| 2    | Barbora Vrankova           | 163,65      | 6  | 49,30 | 2  | 114,35 |
| 3    | Julia Lang                 | 163,21      | 3  | 51,04 | 3  | 112,17 |
| 4    | Eliška Březinova           | 152,41      | 7  | 48,74 | 4  | 103,67 |
| 5    | Karolina Białas            | 141,19      | 5  | 49,60 | 5  | 91,59  |
| 6    | Michaela Alexandra Filcova | 140,60      | 4  | 50,33 | 7  | 90,27  |
| 7    | Katinka Anna Zsembery      | 139,46      | 2  | 52,20 | 9  | 87,26  |
| 8    | Ema Doboszova              | 134,72      | 10 | 44,00 | 6  | 90,72  |
| 9    | Nikola Rychtarikova        | 133,34      | 9  | 45,24 | 8  | 88,10  |
| 10   | Lili Krizsanovszki         | 132,42      | 8  | 46,95 | 10 | 85,47  |
| 11   | Vanesa Selmekova           | 123,73      | 12 | 42,03 | 11 | 81,70  |
| 12   | Daria Zsirnov              | 117,65      | 13 | 41,22 | 12 | 76,43  |
| 13   | Zofia Grzegorzewska        | 117,24      | 11 | 42,69 | 15 | 74,55  |
| 14   | Michaela Vrastakova        | 114,79      | 15 | 39,75 | 14 | 75,04  |
| 15   | Lucie Datlova              | 114,59      | 17 | 38,19 | 13 | 76,40  |
| 16   | Karolina Batkova           | 111,89      | 16 | 38,58 | 16 | 73,31  |
| 17   | Laura Szczęsna             | 105,42      | 14 | 39,76 | 17 | 65,66  |

#### Pary sportowe
| Poz. | Zawodnicy                             | Nota łączna | SP | SP    | FS | FS     |
| ---- | ------------------------------------- | ----------- | -- | ----- | -- | ------ |
| 1    | Marija Pawłowa / Aleksiej Swiatczenko | 173,85      | 1  | 61,84 | 1  | 112,01 |
| 2    | Federica Simioli / Alessandro Zarbo   | 144,02      | 2  | 51,72 | 2  | 92,30  |

#### Pary taneczne
| Poz. | Zawodnicy                                  | Nota łączna | RD | RD    | FD | FD     |
| ---- | ------------------------------------------ | ----------- | -- | ----- | -- | ------ |
| 1    | Natálie Taschlerová / Filip Taschler       | 192,76      | 1  | 77,92 | 1  | 114,84 |
| 2    | Marija Ignatjewa / Danijil Szemko          | 171,05      | 2  | 67,07 | 2  | 103,98 |
| 3    | Anastasija Polibina / Pawieł Gołowisznikow | 162,11      | 4  | 63,87 | 3  | 98,24  |
| 4    | Olivia Oliver / Elliott Graham             | 159,04      | 3  | 63,92 | 4  | 95,12  |
| 5    | Anna Simova / Kiriłł Aksieniow             | 150,79      | 6  | 61,63 | 5  | 89,16  |
| 6    | Denisa Cimlová / Joti Polizoakis           | 149,25      | 5  | 62,77 | 6  | 86,48  |
| 7    | Lucy Hancock / Ilias Fourati               | 142,22      | 7  | 57,84 | 7  | 84,38  |
| 8    | Mária Sofia Pucherová / Nikita Łysak       | 135,64      | 8  | 55,49 | 8  | 80,15  |
| 9    | Ołeksandra Borysowa / Aaron Freeman        | 130,49      | 9  | 51,35 | 9  | 79,14  |

### Kategoria juniorów

#### Pary sportowe
| Poz. | Zawodnicy                          | Nota łączna | SP | SP    | FS | FS    |
| ---- | ---------------------------------- | ----------- | -- | ----- | -- | ----- |
| 1    | Barbora Kucianová / Lukáš Vochozka | 137,58      | 1  | 47,33 | 1  | 90,25 |
| 2    | Nikola Sitková / Oliver Kubacák    | 100,16      | 2  | 37,88 | 2  | 62,28 |

#### Pary taneczne
| Poz. | Zawodnicy                         | Nota łączna | RD | RD    | FD | FD     |
| ---- | --------------------------------- | ----------- | -- | ----- | -- | ------ |
| 1    | Kateřina Mrázková / Daniel Mrázek | 173,09      | 1  | 69,89 | 1  | 103,20 |
| 2    | Sofiia Dovhal / Wiktor Kulesza    | 139,47      | 2  | 56,34 | 2  | 83,13  |
| 3    | Natalie Blaasová / Filip Blaass   | 129,95      | 3  | 52,20 | 3  | 77,75  |
| 4    | Andrea Pšurná / Jachym Novák      | 116,73      | 4  | 44,82 | 4  | 71,91  |
| 5    | Eliška Žáková / Filip Mencl       | 109,90      | 6  | 41,49 | 5  | 68,41  |
| 6    | Maya Benkiewicz / Mark Shapiro    | 109,02      | 5  | 41,96 | 6  | 67,06  |

## Medaliści mistrzostw krajowych

### Kategoria seniorów
| Państwo  | Konkurencja   | Złoto                                      | Srebro                               | Brąz                                |
| -------- | ------------- | ------------------------------------------ | ------------------------------------ | ----------------------------------- |
| Czechy   | Soliści       | Petr Kotlarik                              | Georgii Reshtenko                    | DNS                                 |
| Czechy   | Solistki      | Barbora Vrankova                           | Eliška Březinová                     | Nikola Rychtaříková                 |
| Czechy   | Pary sportowe | Federica Simioli / Alessandro Zarbo        | DNS                                  | DNS                                 |
| Czechy   | Pary taneczne | Natálie Taschlerová / Filip Taschler       | DNS                                  | DNS                                 |
| Polska   | Soliści       | Władimir Samojłow                          | Miłosz Witkowski                     | Kornel Witkowski                    |
| Polska   | Solistki      | Jekatierina Kurakowa                       | Karolina Białas                      | Zofia Grzegorzewska                 |
| Polska   | Pary sportowe | DNS                                        | DNS                                  | DNS                                 |
| Polska   | Pary taneczne | Anastasija Polibina / Pawieł Gołowisznikow | Olivia Oliver / Elliott Graham       | Ołeksandra Borysowa / Aaron Freeman |
| Słowacja | Soliści       | Adam Hagara                                | DNS                                  | DNS                                 |
| Słowacja | Solistki      | Alexandra Michaela Filcová                 | Ema Doboszová                        | Vanesa Selmekova                    |
| Słowacja | Pary sportowe | DNS                                        | DNS                                  | DNS                                 |
| Słowacja | Pary taneczne | Anna Simova / Kiriłł Aksieniow             | Mária Sofia Pucherová / Nikita Łysak | DNS                                 |
| Węgry    | Soliści       | Aleksandr Wlasenko                         | Mózes József Berei                   | Aleksiej Wlasenko                   |
| Węgry    | Solistki      | Julia Lang                                 | Katinka Anna Zsembery                | Lili Krizsanovszki                  |
| Węgry    | Pary sportowe | Marija Pawłowa / Aleksiej Swiatczenko      | DNS                                  | DNS                                 |
| Węgry    | Pary taneczne | Marija Ignatjewa / Danijil Szemko          | Lucy Hancock / Ilias Fourati         | DNS                                 |